# Oxydia lalanneorum
Oxydia lalanneorum är en fjärilsart som beskrevs av Claude Herbulot 1985. Oxydia lalanneorum ingår i släktet Oxydia och familjen mätare. Inga underarter finns listade i Catalogue of Life.